# Palais Borsig
El Palacio Borsig (en alemán: «Palais Borsig») era un edificio emblemático en la esquina de Voßstraße y Wilhelmstraße en el centro de Berlín y una de las villas más grandes de Italia en Alemania. Completado en 1877 por el industrial Albert Borsig, quien murió antes de que él pudiera mudarse, el edificio sirvió por un tiempo como banco. En 1933 se convirtió en la residencia del Vicecanciller Franz von Papen, donde las escenas dramáticas relacionadas con la Noche de los cuchillos largos se desarrollarían solo un año después. Como consecuencia, el Palacio Borsig se convirtió en la nueva sede de los Sturmabteilung (Storm Troopers) por orden directa de Adolf Hitler. Luego fue integrado en la Cancillería del Nuevo Reich por Albert Speer en 1938. El palacio fue severamente dañado en la Segunda Guerra Mundial y, junto con la Cancillería de Hitler, demolido por las fuerzas soviéticas en 1947.

## Construcción

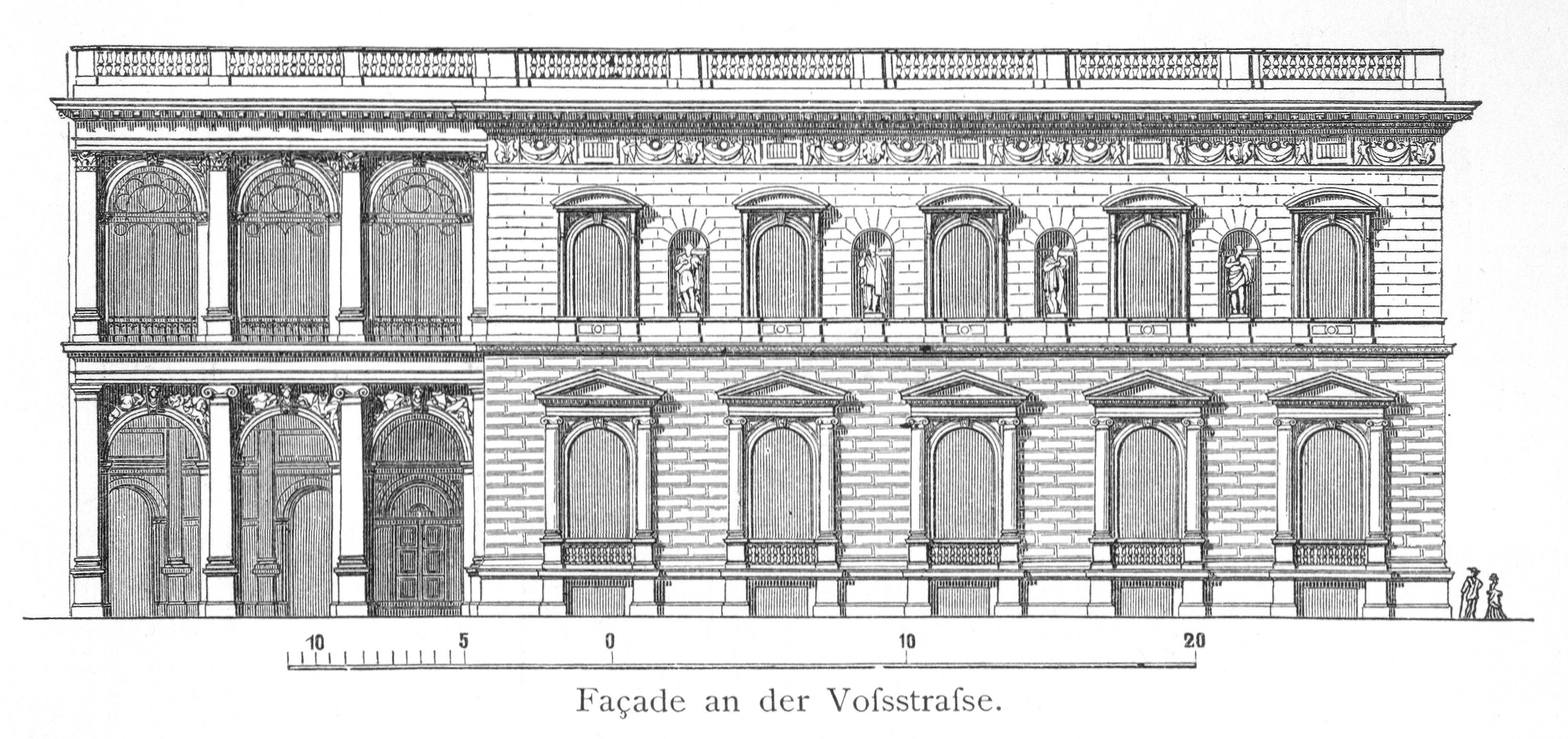
Fachada del Palais Borsig en Voßstraße.

Albert Borsig (1829-1878), industrial e hijo del fundador de Borsig Lokomotiv-Werke, August Borsig, contrató a los mejores arquitectos y artistas de Berlín para su nuevo hogar. Fue diseñado en un estilo italiano neorrenacentista por Richard Lucae, director de la Academia de Arquitectura de Berlín. Los escultores eminentes Begas Reinhold, Otto Lessing, Erdmann Encke y Emil Hundrieser contribuyeron al proyecto. Las estatuas de Arquímedes, Leonardo da Vinci, James Watt, George Stephenson y Karl Friedrich Schinkel se colocaron en nichos en el piso superior para simbolizar el progreso tecnológico. Con paredes cubiertas de losas de arenisca, la construcción tuvo lugar entre 1875 y 1877

## Historia

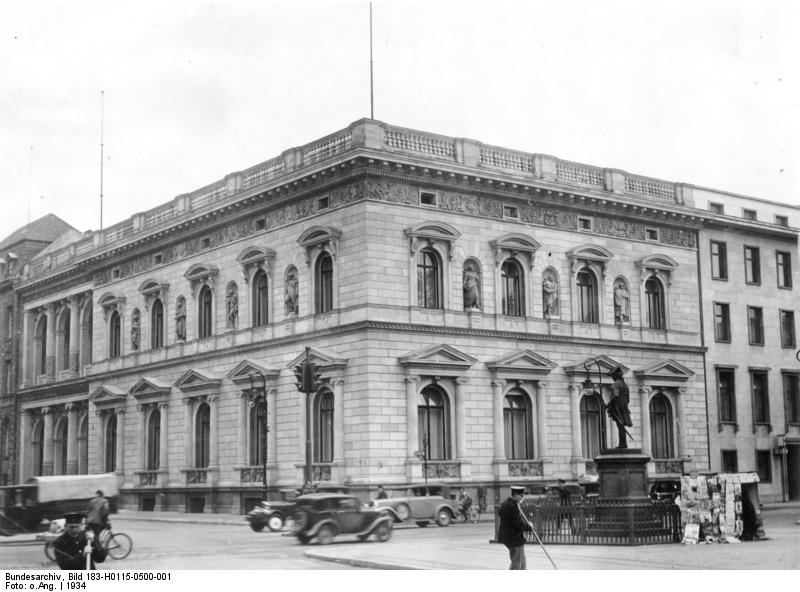
El Palacio Borsig en 1934.

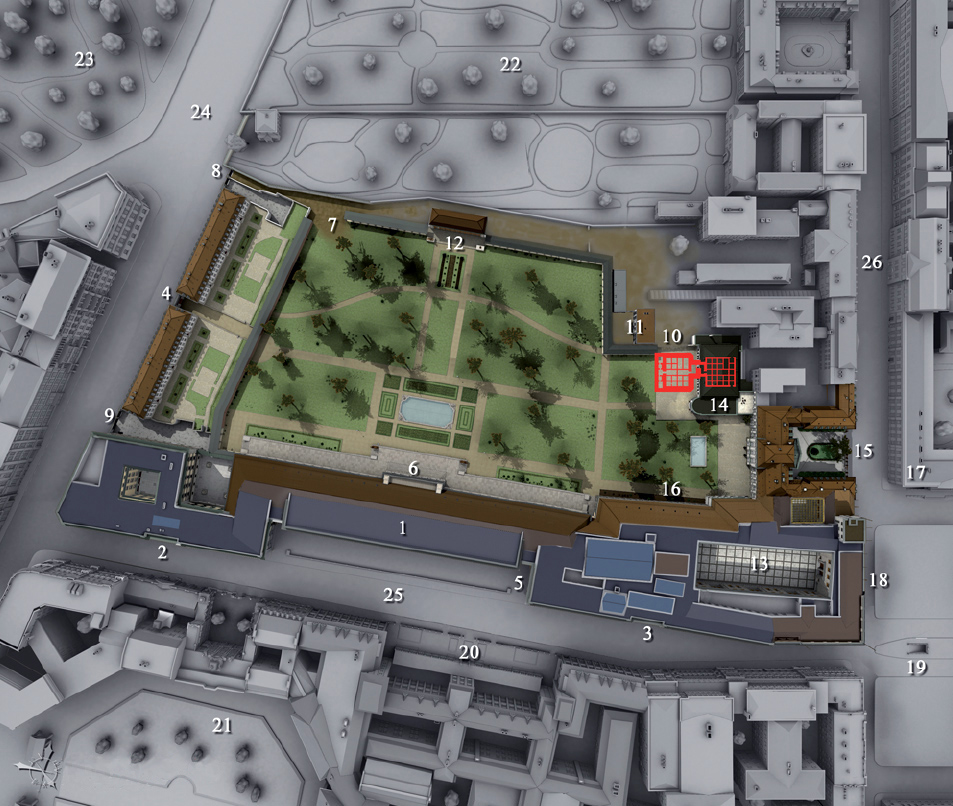
Nuevo complejo de cancillería del Reich en 1940. El palacio Borsig está en la esquina inferior derecha, con el techo marrón claro.

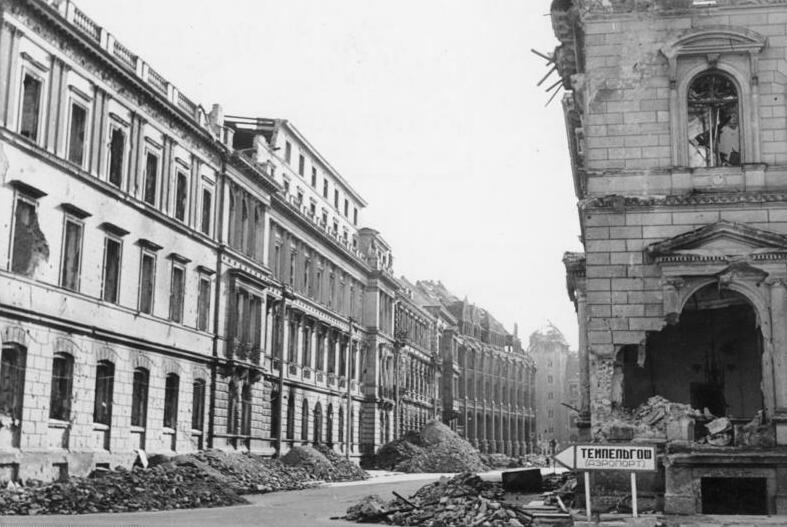
Observe la Voßstraße en 1946, con las ruinas del Palacio Borsig a la derecha.

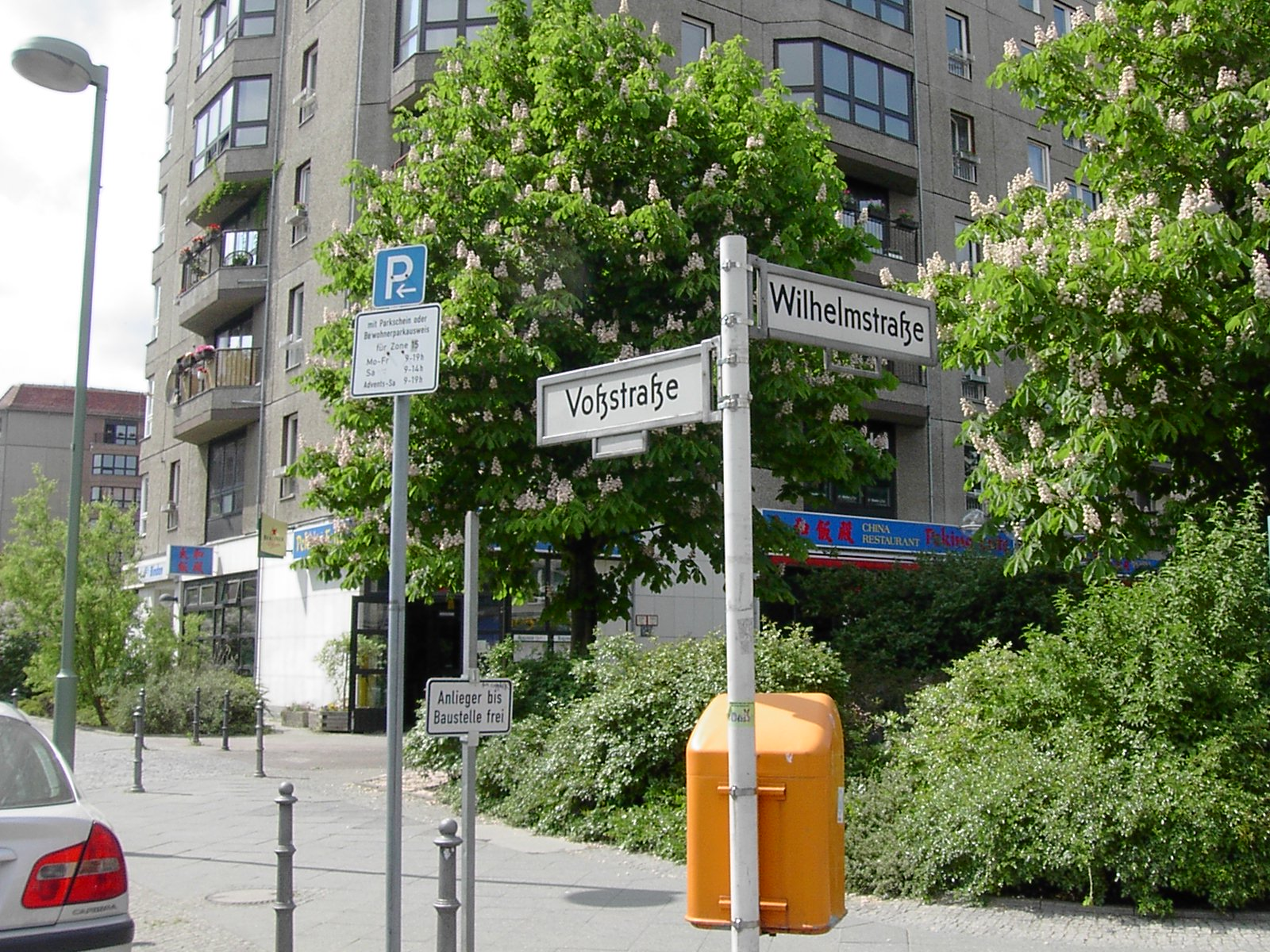
El sitio del Palais Borsig en la actualidad.

La familia Borsig nunca usó el edificio como residencia, ya que Albert Borsig murió poco después de su finalización. En 1904 era la sede del Banco Hipotecario Prusiano (en alemán: Preußische Pfandbriefbank).
En junio de 1933, el Palacio Borsig se convirtió en la residencia oficial y las oficinas del Vicecanciller de Alemania, Franz von Papen. El 23 de marzo de 1934, el gobierno nazi compró la Vicecancillería (en alemán: Reichsvizekanzlei). Durante este período, el edificio también se denominó la "unidad de denuncia del Reich", ya que von Papen y sus asociados más cercanos formaron un grupo de resistencia conservador a la dictadura nazi. Este "Círculo de Papen" incluyó a siete miembros de su personal: Herbert von Bose, Wilhelm Freiherr von Ketteler, Friedrich Carl von Savigny, Fritz Günther Tschirschky, Hans von Kageneck, Kurt Josten y Walter Hummel. El abogado Edgar Julius Jung y los miembros de su firma también estuvieron involucrados.
Durante la "Noche de los cuchillos largos", una purga del liderazgo de Sturmabteilung (SA), Hitler aprovechó la ocasión para arrestar o ejecutar a otros opositores políticos. Esto incluía miembros del "Círculo de Papen", y en la mañana del 30 de junio de 1934, el Palacio Borsig fue asaltado por un escuadrón de las SS y algunos agentes de la Gestapo. Bose, el secretario de prensa de la Vicecancillería, fue forzado a entrar a una sala de conferencias, supuestamente para ser interrogado, y recibió diez disparos desde atrás mientras tomaba asiento. Papen fue puesto bajo arresto domiciliario en su departamento privado en Lennéstraße. Tschirschky, Savigny y Hummelsheim fueron arrestados y retenidos temporalmente en la sede de la Gestapo. Kageneck, Ketteler y Josten pudieron salir sin obstáculos y escaparon. Jung, que ya había sido arrestado el 25 de junio, recibió un disparo ese mismo día.
Al día siguiente, Hitler ordenó a Albert Speerto reconstruir el Palacio Borsig en oficinas para el nuevo liderazgo de las SA . Cuando el personal restante de Papen se quejó, Hitler se enfureció y les ordenó salir en 24 horas. Speer comenzó a remodelar de inmediato y les dijo a los trabajadores que crearan la mayor cantidad de polvo y ruido posible. En sus memorias, escribió: "Veinticuatro horas después se mudaron. En una de las habitaciones vi un gran charco de sangre seca en el suelo. Allí, el 30 de junio, Herbert von Bose, uno de los asistentes de Papen, tuvo me dispararon. Miré hacia otro lado y de allí en adelante evité la habitación. Pero el incidente no me afectó más profundamente que eso ". Oficina (en alemán: Oberste SA-Führung (OSAF)) bajo Viktor Lutze y 12 salas dedicadas a las oficinas de Otto Meissner como "Jefe de la Cancillería Presidencial del Führer".
En 1937, Speer recibió el encargo de construir la enorme Cancillería del Nuevo Reich, que ocuparía todo el bloque, incluida la esquina de Voßstraße y Wilhelmstraße, donde se encontraba el Palacio Borsig. El edificio fue retenido e integrado en el proyecto. Todo el complejo sufrió graves daños en la Segunda Guerra Mundial, primero por los bombardeos aliados y luego por los incendios posteriores en la Batalla de Berlín. Finalmente fue demolido por las fuerzas de ocupación soviéticas en 1947 y partes utilizadas para proyectos de reconstrucción en Berlín. Hoy, los antiguos terrenos del Palais Borsig y el cercano Fuhrerbunker están ocupados por bloques de apartamentos de nueve pisos, un restaurante chino y un estacionamiento (en la foto).